# Thor Hushovd
Thor Hushovd (Grimstad, Norvégia; 1978. január 18. –) norvég profi kerékpáros.
Hushovd három nagy körversenyen nyert szakaszt, a Tour de France-on és a Vuelta a Españan nyert összetett pontversenyt is. Ő az első norvég, aki viselhette a Tour de France sárga trikóját. Juniorként nyert Párizs–Roubaix-t és időfutam-világbajnokságot is. 2010-ben megnyerte az országúti világbajnokság mezőnyversenyét. A 2011-es szezon után a BMC Racing Teamben folytatta pályafutását.
2014-ben visszavonult a versenyzéstől.

## Sikerei
1998
- U23-as Országúti Világbajnokság időfutama
  -  U23-as Világbajnok

2000
- Sydney nyári olimpia
  - 7., Egyéni időfutam

2001
- Tour de Normandie
  -  Összetett verseny győztese
  -  Pontverseny győztese
- Paris–Corrèze
  - 1. hely
- Tour de France
  - 112., Összetett versenyben
  - 1., 5. szakasz (Csapatidőfutam)
- Tour of Sweeden
  -  Összetett verseny győztese
  - 1., 1a. szakasz (Egyéni időfutam)
  - 1., 3. szakasz

2002
- Tour de France
  - 118., Összetett versenyben
  - 1., 18. szakasz

2003
- Critérium du Dauphiné Libéré
  - 1., 2. szakasz
- Vuelta a Castilla y Leon
  - 1., 1. szakasz

2004
- Classic Haribo
  - 1. hely
- GP de Denain
  - 1. hely
- Tour de Vendée
  - 1. hely
- Critérium du Dauphiné
  - 1., 1. szakasz
- Tour de France
  - 104., Összetett versenyben
  - 1., 8. szakasz
  - 2., 2. szakasz
  - 2., 9. szakasz
  - 3., 1. szakasz
- Norvég országúti bajnokság mezőnyversenye
  -  1. hely
- Norvég országúti bajnokság időfutama
  -  1. hely

2005
- Milano-Sanremo
  - 3. hely
- Volta a Catalunya
  -  Pontverseny győztese
  - 1., 7. szakasz
- Critérium du Dauphiné
  - 1., 2. szakasz
- Tour de France
  - 116., Összetett versenyben
  -  Pontverseny győztese
  - 2., 2. szakasz
  - 3., 5. szakasz
- Vuelta a Espana
  - 1., 5. szakasz
  - 2., 4. szakasz
  - 2., 8. szakasz
- Norvég országúti bajnokság időfutama
  -  1. hely

2006
- Tirreno-Adriatico
  - 1., 4. szakasz
- Gent–Wevelgem
  - 1. hely
- Volta a Catalunya
  -  Pontverseny győztese
  - 1., 3. szakasz
- Critérium du Dauphiné
  - 1., 7. szakasz
- Tour de France
  - 120., Összetett versenyben
  - 1., Prológ
  - 1., 20. szakasz
- Vuelta a Espana
  - 82., Összetett versenyben
  -  Pontverseny győztese
  - 1., 6. szakasz
  - 2., 2. szakasz
  - 2., 3. szakasz
  - 2., 4. szakasz
  - 2., 13. szakasz
  - 2., 21. szakasz

2007
- Giro d’Italia
  - 1., 7. szakasz
  - 2., 5. szakasz
  - 2., 7. szakasz
- Tour de France
  - 138., Összetett versenyben
  - 1., 4. szakasz
  - 2., 1. szakasz
  - 2., 20. szakasz

2008
- Tour Méditerranéen
  - 1., 1. szakasz
- Párizs-Nizza
  -  Pontverseny győztese
  - 1., Prológ
- Volta a Catalunya
  -  Pontverseny győztese
  - 1., Prológ
  - 1., 1. szakasz
- Tour de France
  - 96., Összetett versenyben
  - 1., 2. szakasz

2009
- Tour of California
  - 1., 3. szakasz
- Milánó–Sanremo
  - 3. hely
- Párizs–Roubaix
  - 3. hely
- Volta a Catalunya
  - 1., 1. szakasz
  - 1., 6. szakasz
- Tour de France
  - 106., Összetett versenyben
  -  Pontverseny győztese
  - 1., 6. szakasz
  - 2., 3. szakasz
  - 2., 10. szakasz
  - 2., 19. szakasz
- Tour of Missouri
  -  Pontverseny győztese
  - 1., 3. szakasz

2010
- Párizs–Roubaix
  - 2. hely
- Tour de France
  - 111., Összetett versenyben
  - 1., 3. szakasz
  - 3., 1. szakasz
- Vuelta a Espana
  - 1., 6. szakasz
  - 2., 13. szakasz
- Norvég országúti bajnokság mezőnyversenye
  -  1. hely
- Országúti Világbajnokság mezőnyversenye
  -  Világbajnok

2011
- Párizs–Roubaix
  - 8. hely
- Tour de Suisse
  - 1., 4. szakasz
- Tour de France
  - 68., Összetett versenyben
  - 1., 2. szakasz (Csapatidőfutam)
  - 1., 13. szakasz
  - 1., 16. szakasz
  - 3., 6. szakasz